# Шрі
Шрі (санскр. श्री, śrī IAST, «удача, щастя, процвітання») — у класичному індуїзмі ― епітет Лакшмі, богині щастя та процвітання. Найчастіше використовується як частина імен відомих релігійних і філософських вчителів Індії (гуру), святих чи праведників (в цьому випадку може означати «великий, поважний, високий, відомий, святий, блаженний, божественний). У схожому значенні дане слово використовується у назві держави Шрі-Ланка. 
Шрі (श्री) ввічлива форма адресного еквівалента англійському «пан» або «Пані». Назва походить від санскритського श्रीमान् (Шріман). Це використання може бути пов'язано з пуранічною концепцією процвітання.
Також часто використовується як епітет деяких індуїстських богів, в цьому випадку він часто перекладається на англійську мову як св. Крім того, в мові та загального користування, Шрі якщо використовується сам по собі, а не слідувати будь-яке ім'я, то це відноситься до вищої істоти, тобто Бога.
Шрі Деві (або скорочено Шрі, інша назва Лакшмі, дружина Вішну) є деві (богиня) багатства відповідно до індуїстських переконань. Серед сьогоднішніх вайшнавів,  слово "Shree"  є шанованим склад і використовується для позначення Лакшмі як вищої богині, в той час, як "Shri" використовується для вирішення людей.
Є одним з імен Ганеші, індуїстського бога процвітання.
Може повторюватися до п'яти разів, залежно від статусу особи, напр. король Бірендра Непалу було адресовано як Шрі paanch (Шрі- х5), як і в Шрі- paanch KO sarkaar (Уряд Його Величності).